# Ambrose Bierce
Ambrose Gwinett Bierce (ur. 24 czerwca 1842, zm. w grudniu 1913 lub na początku 1914 roku prawdopodobnie w Meksyku) – dziennikarz, satyryk i nowelista amerykański, uczestnik wojny secesyjnej; także aforysta i filozof sceptyk.
Często określany jako prekursor „czarnej literatury XX wieku”, jeden z najwybitniejszych twórców wczesnej literatury grozy.

## Twórczość
Jest autorem m.in. opowiadań: Droga w świetle księżyca, Olej z psa, Moje ulubione morderstwo, Przypadek na moście przy Owl Creek.
Bierce tworzy w nich świat okrutny, pełen patologii i perwersji, niepodlegający żadnym zasadom moralnym. Groza Bierce'a jest niejako zaprzeczeniem transcendetnego, wypływającego z duszy, surrealistycznego strachu Edgara Allana Poego – autor Jeźdźca na niebie zwraca uwagę na grozę przynależącą do świata materialnego, "podskórną" i brutalną w swojej przyziemności.
Opisy Bierce'a cechuje całkowita beznamiętność w przedstawianiu sadyzmu i okrucieństwa. Częste epatowanie krwią, nagromadzenie makabrycznych wątków dały zaczątek do traktowania horroru w kategoriach gore.
Często nawiązywał do własnych doświadczeń wojennych oraz do pionierskiego życia w Ameryce Północnej, ukazując powszechną wówczas biedę, zacofanie i pijaństwo, które sprawnie zaprzęgał do potrzeb literatury grozy.
Charakterystyczny dla grozy Ambrose'a Bierca jest model świata – to universum pozbawione wszelkiej przypadkowości, gdzie zbrodnie sprzed lat powracają, aby nakręcać spiralę wszechogarniającego koszmaru. Na kanwie dwóch opowiadań Bierce'a Droga w świetle księżyca oraz Śmierć Halpina Fraysera Witold Orzechowski nakręcił w roku 1972 film telewizyjny pod tytułem Droga w świetle księżyca.

## The Devil's Dictionary
Autor słynnego The Devil's Dictionary, zawierającego przepełnione czarnym humorem definicje wielu pojęć, np.:
- FUTURE, n.: That period of time in which our affairs prosper, our friends are true and our happiness is assured.
- HOMICIDE, n.: The slaying of one human being by another. There are four kinds of homicide: felonious, excusable, justifiable, and praiseworthy, but it makes no great difference to the person slain whether he fell by one kind or another -- the classification is for advantage of the lawyers.
- YEAR, n.: A period of three hundred and sixty-five disappointments.

The Devil's Dictionary jest dostępny przez protokół dict, m.in. jako pakiet dict-devil w Debianie.

## Odniesienia w kulturze
- Ambrose’a Bierce’a sportretował Gregory Peck w filmie Stary Gringo (1989, reż. Luis Puenzo)[3]